# Abu Qaswara
Abu Qaswara o Abu Sara (n. Marruecos, ? - † Mosul, Irak, 5 de octubre de 2008) fue un terrorista de origen marroquí y con ciudadanía sueca que llegó a ser el número dos de Al Qaeda en Irak.
El Servicio de Seguridad Sueco (SÄPO) afirma que tuvo una activa participación en grupos integristas islámicos de ese país.
Realizó entrenamiento con Al Qaeda en Afganistán. En junio de 2007, Qaswara fue nombrado emir de Al Qaeda en Irak para el norte del país. Habría tenido vínculos con los principales dirigentes de Al Qaeda, entre ellos, Abu Musab al Zarqaui (muerto en junio de 2006). Su superior era Abu Ayyub al Masri.
Su misión era dirigir el ingreso de terroristas extranjeros a través del norte de Irak, y se cree que mataba a aquellos que querían volver a sus países de origen. Fue muerto junto con otros cinco u once insurgentes por tropas estadounidenses e iraquíes en un edificio que servía como centro de comando y puesto de control de la organización en Mosul.